# Nagashima Spa Land

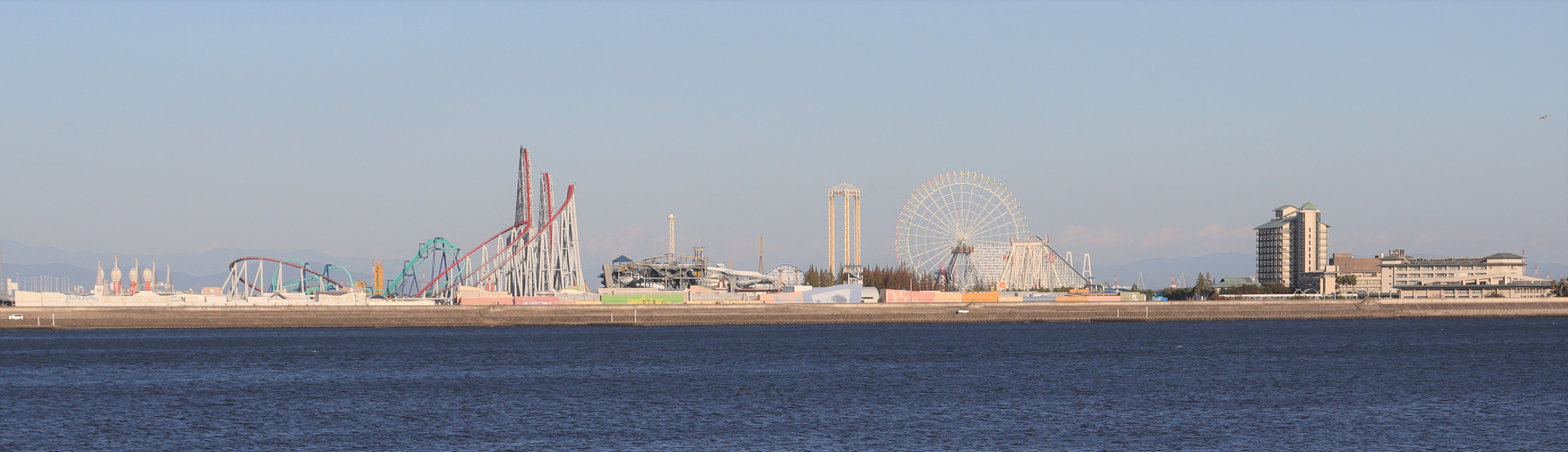
Nagashima Spa Land vista à distância.

Nagashima Spa Land é um dos maiores parques de diversões do Japão.
Situado em Kuwana, Mie. Suas maiores atrações são: Steel Dragon 2000, o White Cyclon e o Giant Fresbee.